# OTS 44
OTS 44 is een solitaire planemo of bruine dwerg op meer dan 550 lichtjaar van de zon. Het object wordt omgeven door een protoplanetaire schijf.

## Bron
- (en)  OTS 44 in SIMBAD
- Dit artikel of een eerdere versie ervan is een (gedeeltelijke) vertaling van het artikel OTS 44 op de Engelstalige Wikipedia, dat onder de licentie Creative Commons Naamsvermelding/Gelijk delen valt. Zie de bewerkingsgeschiedenis aldaar.